# Koronás szellőrózsa
A koronás szellőrózsa (Anemone coronaria) boglárkavirágúak (Ranunculales) rendjébe, ezen belül a boglárkafélék (Ranunculaceae) családjába tartozó faj.

## Előfordulása
A koronás szellőrózsa előfordulási területe a Földközi-tenger szigetein, valamint az ezt körülvevő kontinensek partközeli részein van. Európában az Ibériai-félszigettől és Franciaországtól keletre, Olaszországon keresztül egészen Délkelet-Európáig tart. Ázsiában Törökországtól és a Kaukázustól Iránig és az Arab-félsziget északi feléig található meg. Az afrikai elterjedése Algéria és Egyiptom között terül el.
Közkedvelt kerti dísznövény, emiatt az ember világszerte széthordta. Az Indiai-óceánban levő Réunion szigeten, vadonnövő állományai jöttek létre.

## Képek

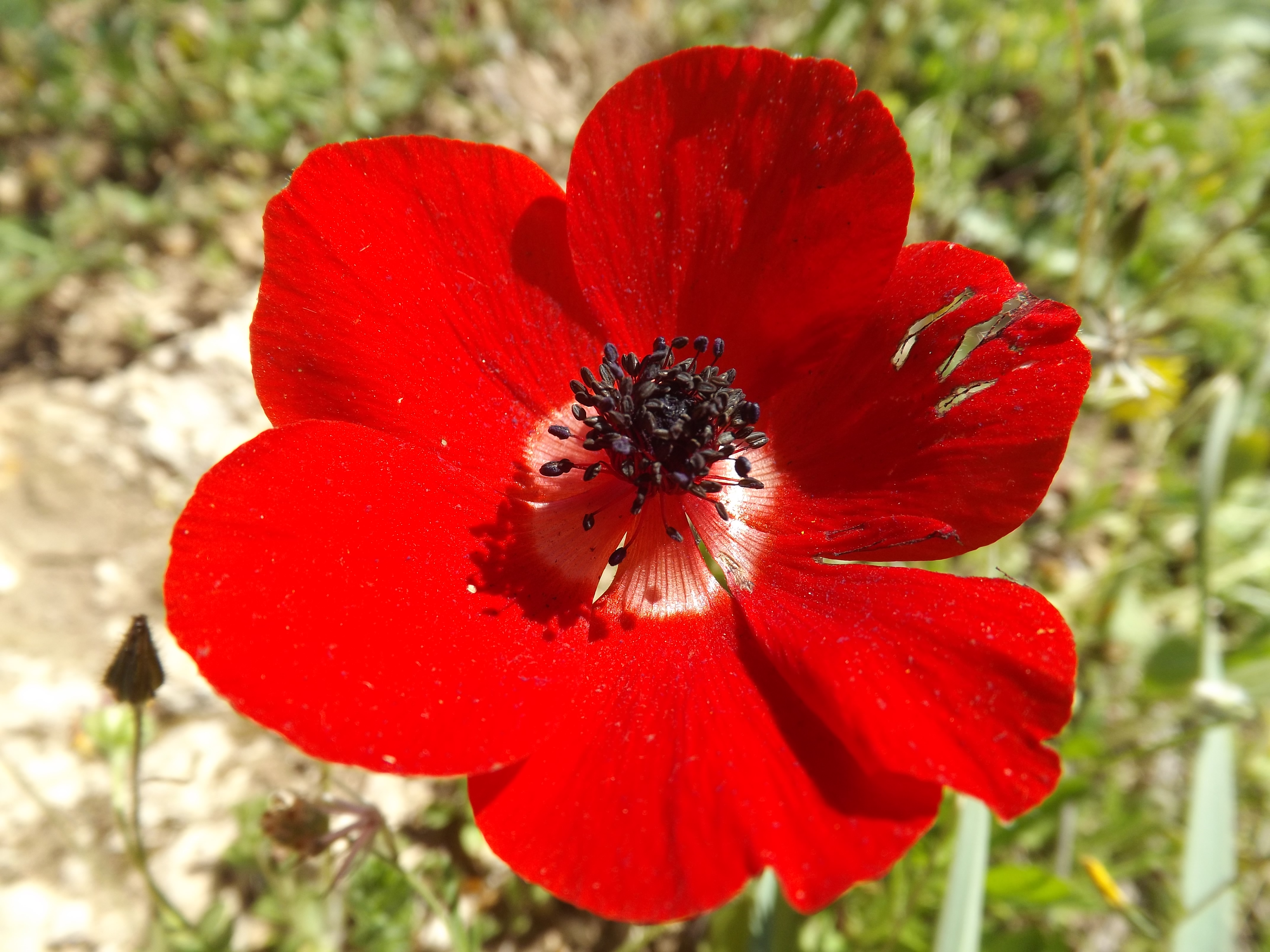
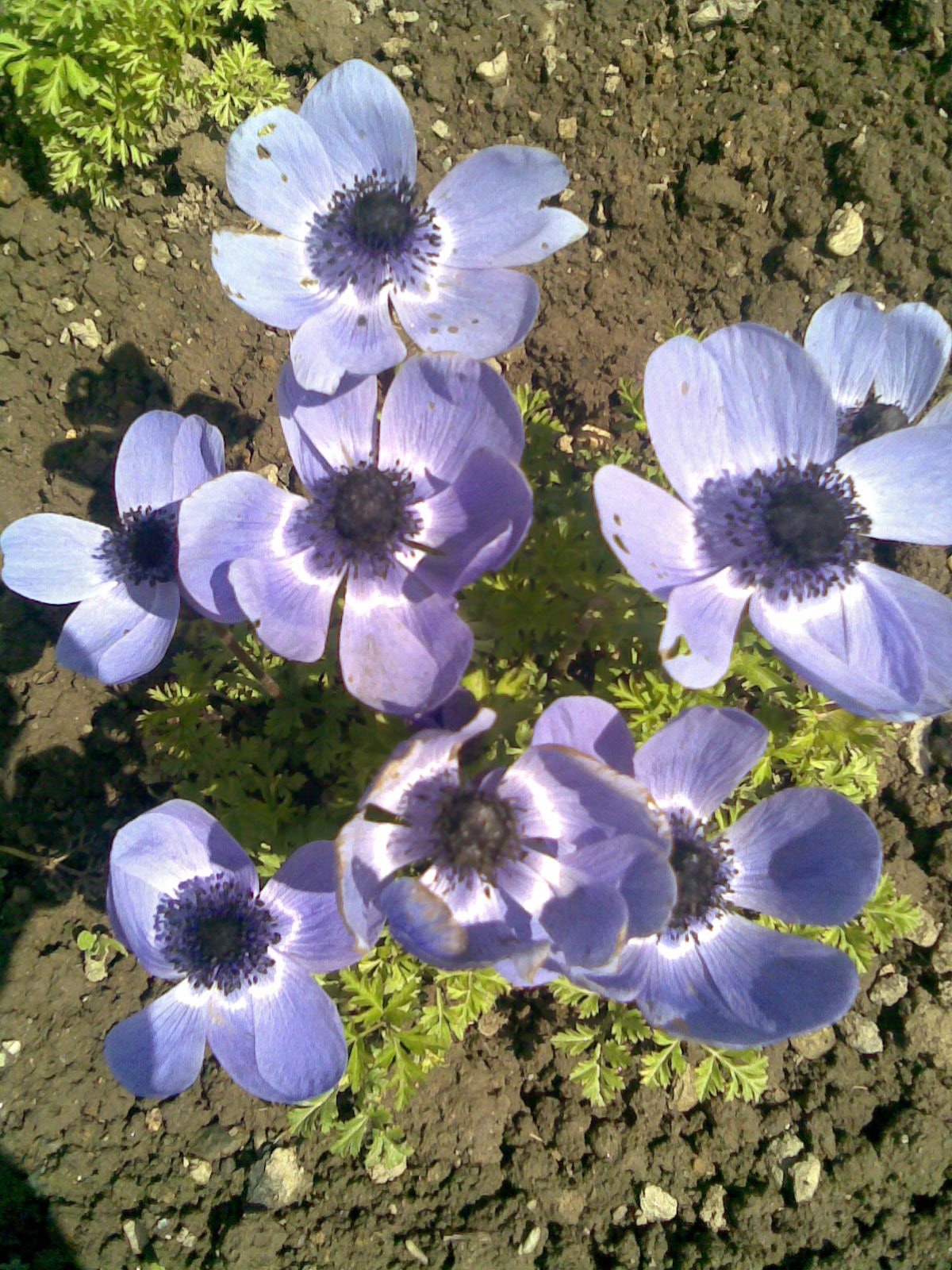
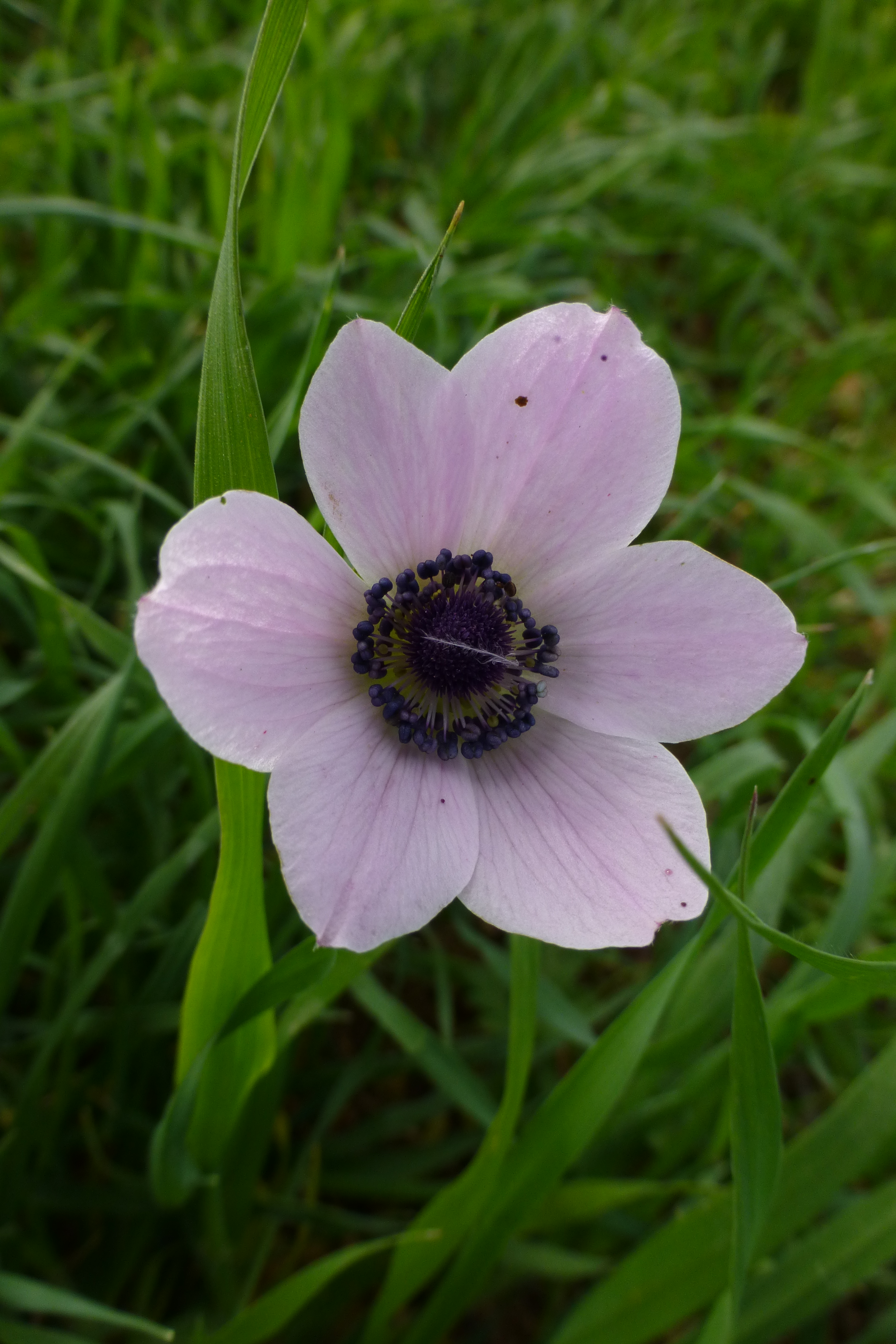
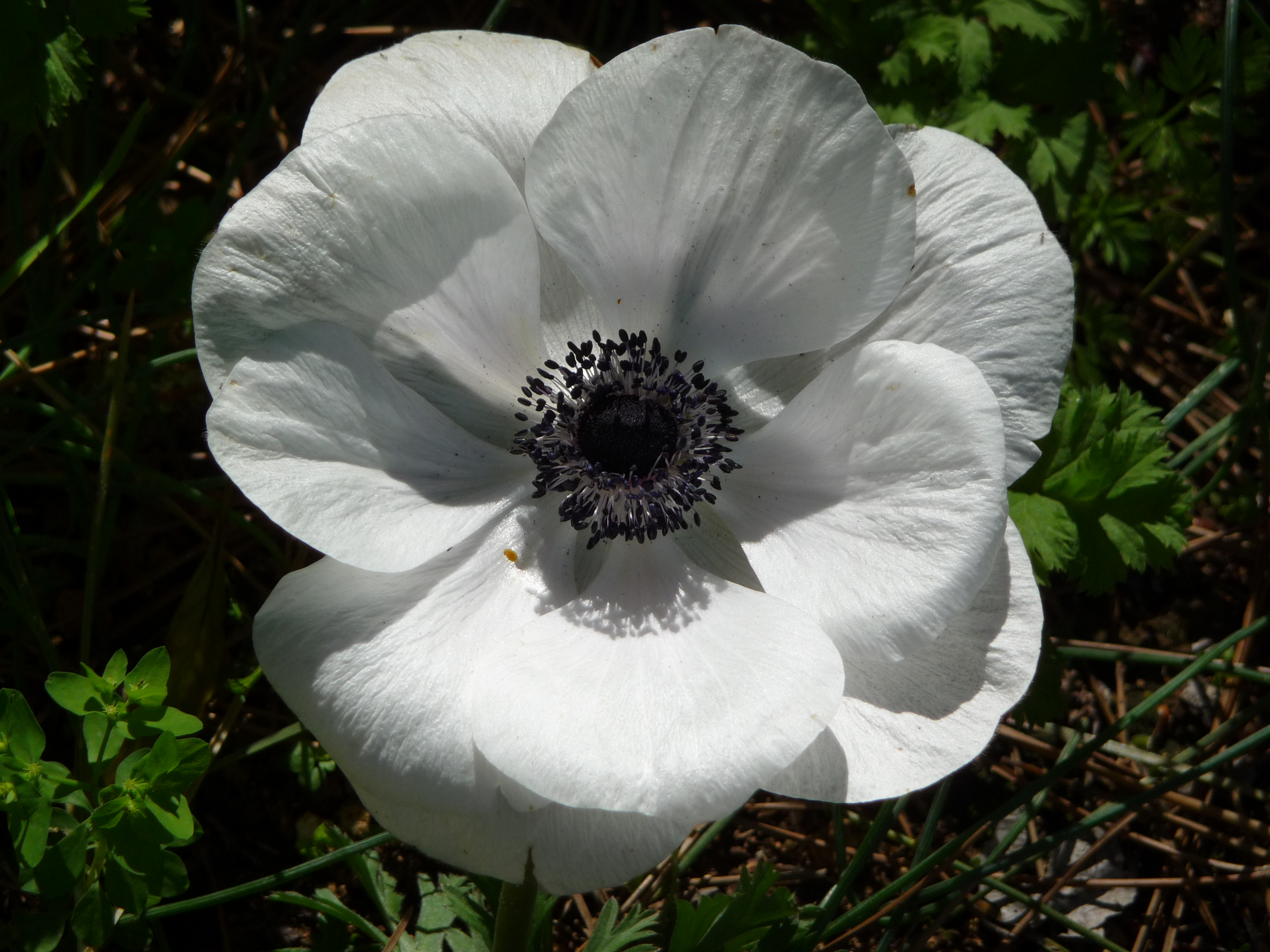
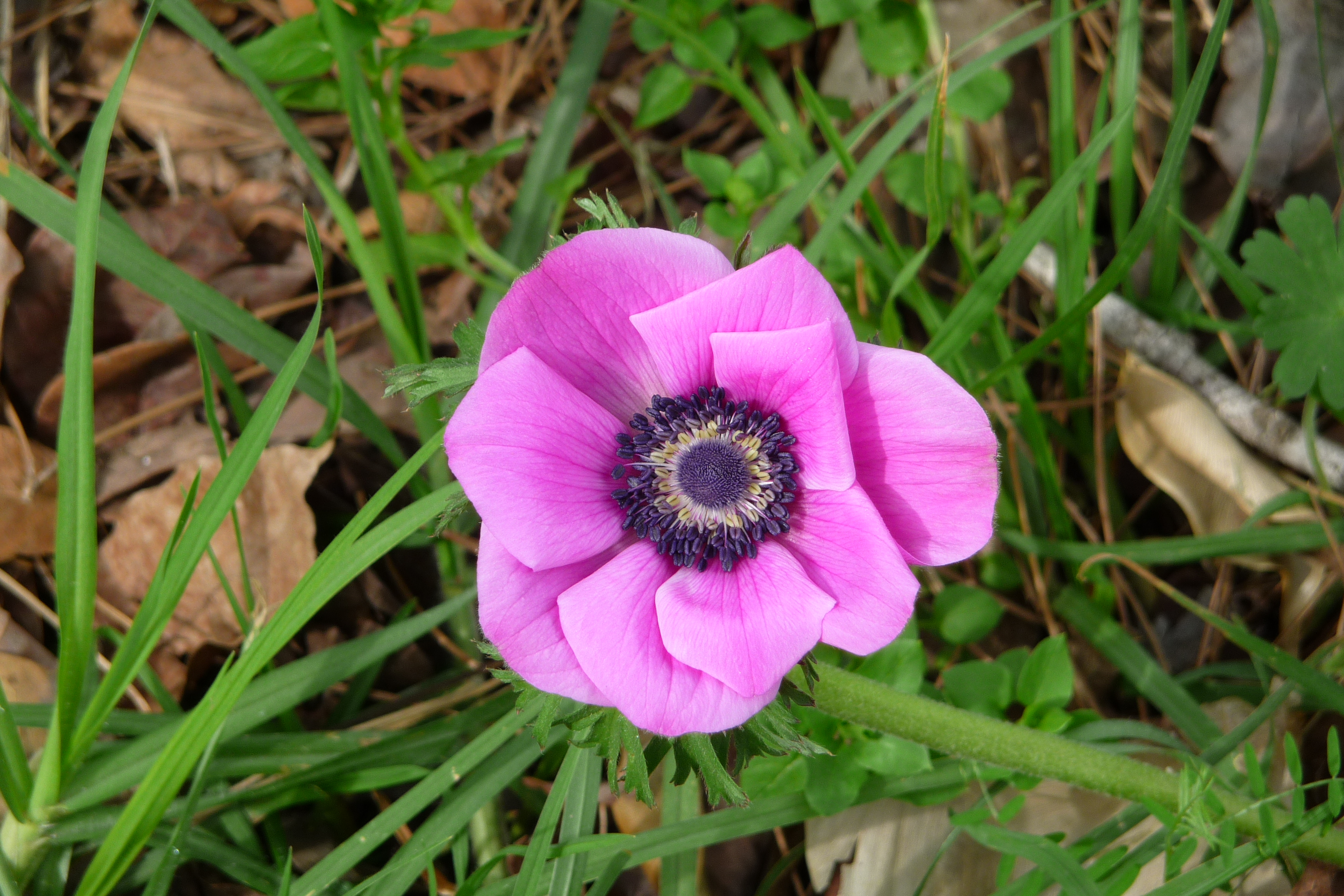

## Megjelenése
Évelő, lágy szárú, gumós növény, amely általában 20-40 centiméter, ritkán 60 centiméter magasra nő meg. Körülbelül 15-23 centiméter szélesre terül szét. A levelei a szár tövében tőlevélrózsaszerűen rendeződnek. Egy-egy levél három levélkére oszlik; a levélkék is mélyen karéjozottak. Egy-egy száron csak egy virág van. A 3-8 centiméter átmérőjű virág szirmai általában vörösek, de fehérek és kékek is lehetnek; a közepük sziromszíntől függetlenül fekete. Áprilistól júniusig nyílik. Egy virág akár 200-300 magot is hozhat.